# Humor descolorido

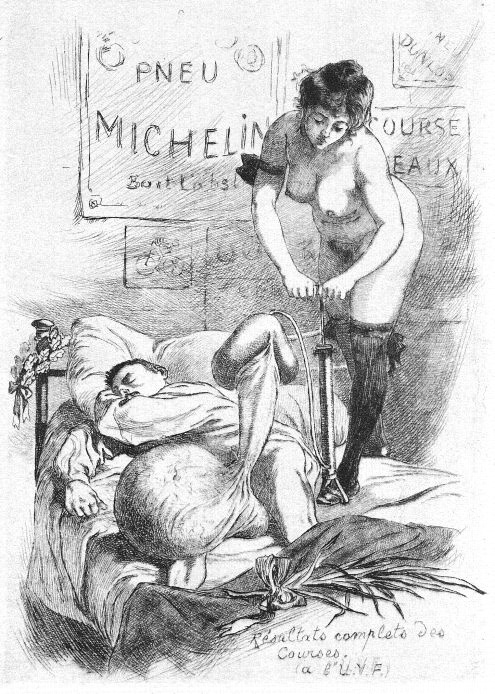
Dibujo del dibujante francés Martin Van Maele para la obra La Grande Danse macabre des vifs, de 1905

El humor descolorido (también conocido como humor vulgar, humor burdo, humor crudo, humor grosero o humor de choque) es el humor que trata temas que se pueden considerar de mal gusto o demasiado vulgares. Muchos géneros cómicos (incluyendo chistes, prosa, poemas, humor negro, humor obsceno, comedia insultante, sátiras) pueden incorporar elementos vulgares.
Los actos más comúnmente etiquetados como "descolorido" son los actos relacionados con el sexo, un grupo étnico en particular o el género. Otros temas fuera de color incluyen la violencia, particularmente el abuso doméstico; los insultos o blasfemias excesivas; el "humor del inodoro" o el humor escatológico; la superioridad o inferioridad nacional, el contenido pedófilo y cualquier otro tema que generalmente se considere descortés o indecente. Generalmente, el objetivo del humor descolorido es inducir la risa evocando un sentimiento de conmoción y sorpresa en la audiencia del comediante. De esta manera, el humor descolorido se relaciona con otras formas de humor postmoderno, como el antibromista.

## Historia
El humor descolorido fue utilizado en la antigua comedia griega, principalmente por su más famoso colaborador y representante, Aristófanes. Su obra parodiaba algunas de las grandes tragedias de su tiempo, especialmente Eurípides, utilizando bromas sexuales y excremento que recibieron gran popularidad entre sus contemporáneos.
William Shakespeare, dramaturgo y poeta del siglo XVI, es bien conocido por su humor atrevido. Casi todas sus obras contienen chistes sugestivos e insinuaciones.
Jonathan Swift, un satírico irlandés del siglo XVII, utilizó el humor escatológico en algunas de sus piezas, entre ellas su famoso ensayo A Modest Proposal y su poema, bastante crudo, "The Lady's Dressing Room", en el que el ponente comenta lo que ocurre en la habitación de una mujer del siglo XVII, incluyendo su negocio en su orinal.
Las bromas sucias alguna vez fueron consideradas subversivas y clandestinas, y rara vez se escuchaban en público. El comediante Lenny Bruce fue juzgado, condenado y encarcelado por obscenidad después de una actuación que incluyó humor de mala muerte en la ciudad de Nueva York en 1964. El comediante y actor Redd Foxx era bien conocido en los clubes nocturnos en las décadas de 1960 y 1970 por su stand-up, pero lo atenuó para los programas de televisión Sanford and Son y The Redd Foxx Comedy Hour, afirmando en el primer monólogo de este último que la única similitud entre el programa y su acto en el club nocturno era que "Estoy fumando". La sociedad estadounidense se ha vuelto cada vez más tolerante con el humor de color desde entonces. Tales formas de humor se han difundido ampliamente y son más aceptables socialmente, en parte debido al éxito de la corriente dominante en las décadas de 1970 y 1980 de comediantes como Peter Cook y Dudley Moore, por sus alter ego Derek y Clive, Rudy Ray Moore y Andrew Dice Clay. George Carlin y Richard Pryor lo han utilizado como una herramienta eficaz para los comentarios sociales.
En la década de 1990 y en la era moderna, comediantes como Bill Hicks, Doug Stanhope y Dave Chappelle han utilizado un contenido chocante para llamar la atención sobre sus críticas a los temas sociales, especialmente la censura y la división socioeconómica. Dave Attell y Louis C.K. son reconocidos como los maestros modernos del humor descolorido, que se centra en temas absurdos. La caricatura de Beavis y Butt-head fue especialmente descolorida en sus primeros episodios, que incluían numerosas descripciones de crueldad animal. El muy elogiado programa de televisión South Park también popularizó el uso del humor ofensivo, por lo que el programa se ha vuelto infame. Los Aristócratas es quizás el chiste verde más famoso de los Estados Unidos y es sin duda uno de los más conocidos y repetidos entre los propios comediantes. Tom Green ha utilizado este humor en The Tom Green Show y en las películas Freddy Got Fingered, utilizando trucos y chistes escandalosos para atraer a la audiencia y en La fiesta de las salchichas. En Cow & Chicken y en I Am Weasel este humor es moderado. [¿quién?]
En el humor británico, el género de las "bromas enfermizas" se utiliza a menudo para escandalizar, burlándose de los tabúes o como reacción contra la corrección política. Algunos ejemplos son el sitio web B3ta y su libro The Bumper B3ta Book of Sick Jokes, el humor wiki Sickipedia y el cómic para adultos Viz.